# Pareidolia

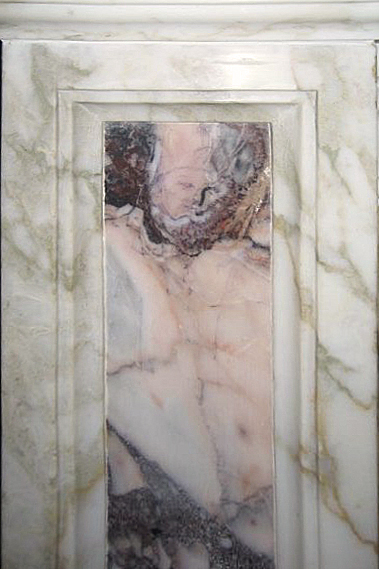
Le venature del marmo sembrano mostrare il volto di un ecclesiastico con tiara (chiesa Madre di Nereto in provincia di Teramo)

La pareidolia o illusione pareidolitica (dal greco εἴδωλον èidōlon, "immagine", con il prefisso παρά parà, "vicino") è l'illusione subcosciente che tende a ricondurre a forme note degli oggetti o profili (naturali o artificiali) dalla forma casuale.

## Fenomeno

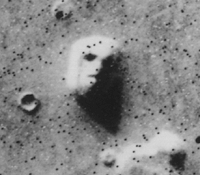
Un celebre caso di pareidolia: il volto su Marte, una formazione rocciosa marziana ripresa dalla sonda Viking 1, che appare come un volto in particolari condizioni e angolazioni di luce

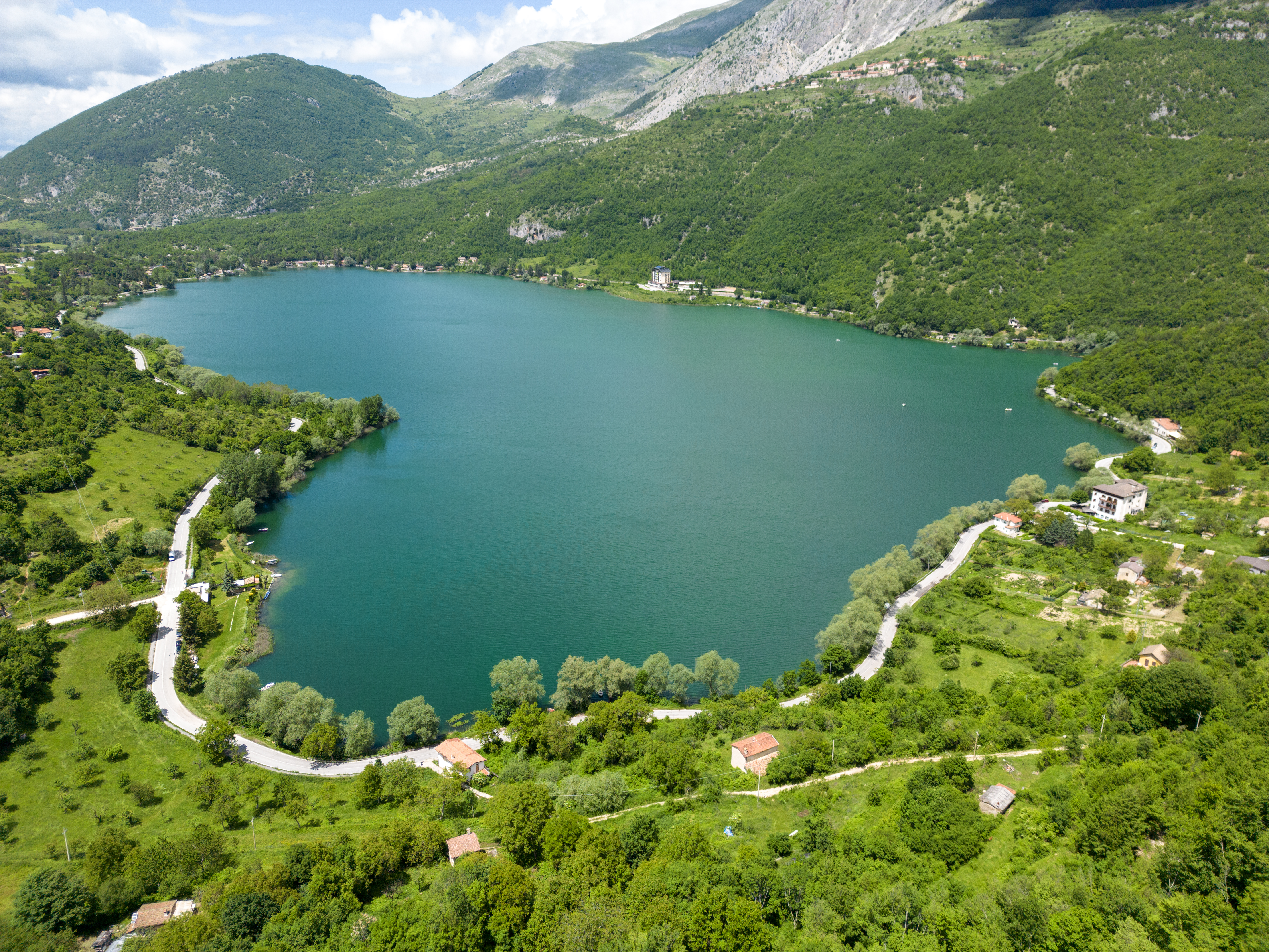
Il lago di Scanno, da alcune angolazioni, sembra avere la forma di un cuore

La pareidolia è la tendenza istintiva e automatica del cervello a trovare strutture ordinate e forme familiari in immagini disordinate; l'associazione si manifesta in special modo verso le figure e i volti umani.
Classici esempi sono la visione di animali o volti umani nelle nuvole, la visione di un volto umano nella luna (il "sembiante della luna") oppure l'associazione di immagini alle costellazioni. Sempre alla pareidolia si può ricondurre la facilità con la quale riconosciamo volti che esprimono emozioni in segni estremamente stilizzati quali le emoticon.
Si ritiene che questa tendenza, che è un caso particolare di apofenia, sia stata favorita dall'evoluzione, poiché consente di individuare situazioni di pericolo anche in presenza di pochi indizi, per esempio riuscendo a scorgere un predatore mimetizzato. La pareidolia consente spesso di dare una spiegazione razionale a fenomeni apparentemente paranormali, quali le apparizioni di immagini su muri o la comparsa di presunti "fantasmi" in fotografie non ritoccate.
Esiste in Giappone, a Chichibu, il singolare museo privato Chinsekikan ("corridoio di rocce curiose"), una galleria di rocce naturali che assomigliano a facce umane, chiamate jinmenseki. Talora, anche la forma di alcune nuvole può rendere l'illusione che esse abbiano la forma di un oggetto, di un animale o di una persona.
Un famoso caso di possibile pareidolia è quello dei Volti di Bélmez, che hanno interessato molti studiosi di paranormale e scienziati scettici.

## Pareidolia acustica
Un fenomeno analogo alla pareidolia (una sorta di pareidolia acustica) si verifica anche per le percezioni uditive, quando si crede di sentire suoni, parole o frasi significative in rumori casuali, come quelli ottenibili da registrazioni eseguite al contrario.
Numerose leggende riguardo a presunti messaggi satanici inclusi in canzoni rock e heavy metal (per esempio il caso di Stairway to Heaven dei Led Zeppelin o di Revolution 9 dei Beatles) sono spesso da attribuirsi semplicemente a questo fenomeno, amplificato da fan o organizzazioni religiose e in alcuni casi addirittura sfruttato a scopi commerciali dall'industria discografica.
La pareidolia acustica è stata utilizzata anche dal CICAP in maniera umoristica per dimostrare l'inconsistenza della presunta teoria dei messaggi subliminali nonché quella della psicofonia paranormale, ad esempio con il famoso "esperimento" sulla canzone Funkytown dei Lipps Inc..

## Visione artificiale

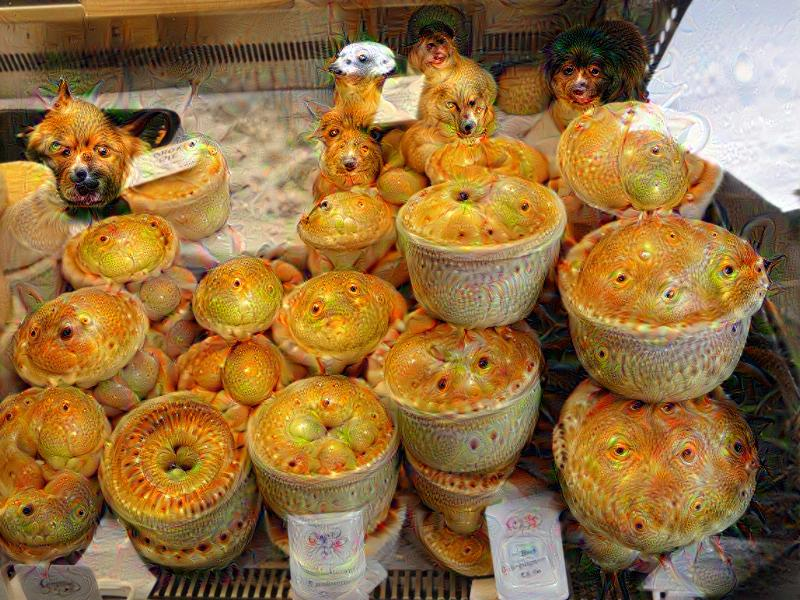
Quando elaborata tramite il programma Deep Dream, la fotografia di alcuni dolci mostra occhi e musi di cani

Le illusioni pareidolitiche possono essere generate anche attraverso programmi di visione artificiale, come Deep Dream di Google. Questi programmi tentano di interpretare il contenuto di un'immagine e, tramite diverse reiterazioni del proprio algoritmo, potenziano i pattern riconosciuti, esasperandoli.